# Faun & The Pagan Folk Festival - Live
Faun & The Pagan Folk Festival - Live es el quinto álbum de Faun y el primer álbum en vivo, lanzado el 28 de marzo de 2008.
Este disco es una selección de grabaciones de los ocho conciertos de su gira europea (que los llevó a Viena, Múnich, Lucerna, Leipzig, Hannover, Berlín, Utrecht y Kaiserslautern) en otoño de 2007 junto con el violinista Matt Howden Sieben y el cantante Bobin Jon Michael Eirth In Gowan Ring.

## Lista de canciones
| N.º | Título                                   | Duración |  |
| 1.  | «Gaia»                                   | 2:22     |  |
| 2.  | «Rad»                                    | 4:20     |  |
| 3.  | «Satyros»                                | 4:37     |  |
| 4.  | «Rosmarin»                               | 5:33     |  |
| 5.  | «Love’s Promise» (feat. Sieben)          | 6:35     |  |
| 6.  | «Sahhara»                                | 5:42     |  |
| 7.  | «Dandelion Wine» (feat. In Gowan Ring)   | 3:44     |  |
| 8.  | «Iyansa»                                 | 6:00     |  |
| 9.  | «Aisi Sisikka»                           | 5:10     |  |
| 10. | «Tinta»                                  | 7:38     |  |
| 11. | «The Trip Goes On» (feat. In Gowan Ring) | 5:56     |  |

## Créditos

### Banda
- Oliver Sa Tyr: voz, guitarra, arpa celta, buzuki irlandés, nyckelharpa, bağlama, saz
- Rüdiger Maul: percusión (bendir, pandereta, davul, panriqello, derbake, congas, timbal bahiano, maracas)
- Lisa Pawelke: voz, zanfona
- Fiona Rüggeberg: voz, flauta dulce, flauta irlandesa, seljefloit, fujara, gaita, armonio
- Niel Mitra: secuenciador, sampler, sintetizador

Músicos nvitados
- B'eirth: voz, guitarra, laúd, armónica
- Matt Howden: voz, violín

### Equipo técnico y producción
- Producción: Oliver Sa Tyr
- Masterización: Eroc
- Mezcla: Düsi Kaufmann, Oliver Sa Tyr
- Ingeniería de audio: Christofer "Düsi" Kaufmann
- Ingeniería de luz: Kilian Keuchel
- Fotografía: Chris Janik, Hermann "Bombadil" Kurz, Kaat Geevers, Martin Wackerzapp, Oliver Sa Tyr, Ralph Halbleib
- Carátula: Oliver Sa Tyr
- Traducción en inglés: Kaat Geevers
- Traducción en alemán: Oliver Sa Tyr